# Un marroquí
Un marroquí, también conocida como El marroquí, es una acuarela realizada por el pintor español Mariano Fortuny en 1869. Sus dimensiones son de 320 mm × 200 mm. Se conserva en el Gabinete de Dibujos, Estampas y Fotografías del Museo del Prado, Madrid.
La composición sigue esquemas ya tratados por el artista anteriormente y su técnica muestra la brillante luminosidad que aparecerá en otras obras posteriores a 1870, tras la visita de Fortuny a Granada.
Esta obra formaba parte de un conjunto de nueve obras de la colección del empresario Ramón de Errazu que fueron donadas al Museo del Prado en 1904. Es considerada como una de las obras maestras que realizó Fortuny mediante la técnica de la acuarela.